# Тяньхэ-1
Тяньхэ-1 — суперкомпьютер, расположенный в Национальном суперкомпьютерном центре в городе Тяньцзинь (Китайская Народная Республика).
Суперкомпьютер Тяньхэ-1 был разработан Национальным университетом оборонных технологий, который располагается в городе Чанша (Хунань). Был впервые представлен публике в 28 октября 2009 года и немедленно был включён в список самых быстрых суперкомпьютеров TOP500 16 ноября 2009 года, заняв в рейтинге пятое место. По результатам проведённых тестов суперкомпьютер Тяньхэ-1 показал скорость вычислений в 563 терафлопс при пиковой скорости в 1,2 петафлопс. Вычислительный блок суперкомпьютера был оснащён 4096 процессорами Intel Xeon E5540 и 1024 процессорами Intel Xeon E5450 вместе с 5120 графическими процессорами AMD.

## Интересные факты
- 13 августа 2015 года суперкомпьютер Тяньхэ-1 был остановлен из-за взрыва на складе химикатов.[3]